# Truhaniv, Skole
Truhaniv (în ucraineană Труханів) este localitatea de reședință a comunei Truhaniv din raionul Skole, regiunea Liov, Ucraina.

## Demografie
Componența lingvistică a localității Truhaniv
     Ucraineană (100%)
Conform recensământului din 2001, toată populația localității Truhaniv era vorbitoare de ucraineană (100%).